# Alexandra Marininová
Alexandra Marininová (rusky Александра Маринина, vlastním jménem Marina Anatoljevna Alexejeva, rusky Марина Анатольевна Алексеева; * 16. června 1957, Lvov, Ukrajinská SSR) je ruská autorka detektivních povídek.

## Život a dílo
V roce 1979 ukončila studium na právnické fakultě Lomonosovovy univerzity v Moskvě.

### České překlady z ruštiny

#### Romány
- Zcizený sen (orig. 'Ukradennyj son'). V Praze: Humanitarian technologies, 2001. 239 S. Překlad: Jiří Matas
- Vrahem proti své vůli (orig. 'Ubijca ponevole'). Praha: Humanitarian technologies, 2000. 131 S.
- Smyčka smrti (orig. 'Smert’ radi smerti'). Praha: Humanitarian technologies, 2000. 175 S. Překlad: Julie Salcherová
- Hra na protivníkově hřišti (orig. 'Igra na čužom polje'). Praha: Humanitarian technologies, 2000. 143 S. Překlad: Julie Salcherová